# Deidamia bicolor
Deidamia bicolor är en passionsblomsväxtart som beskrevs av Joseph Marie Henry Alfred Perrier de la Bâthie. Deidamia bicolor ingår i släktet Deidamia och familjen passionsblomsväxter. Inga underarter finns listade i Catalogue of Life.